# Francisco Javier de Istúriz

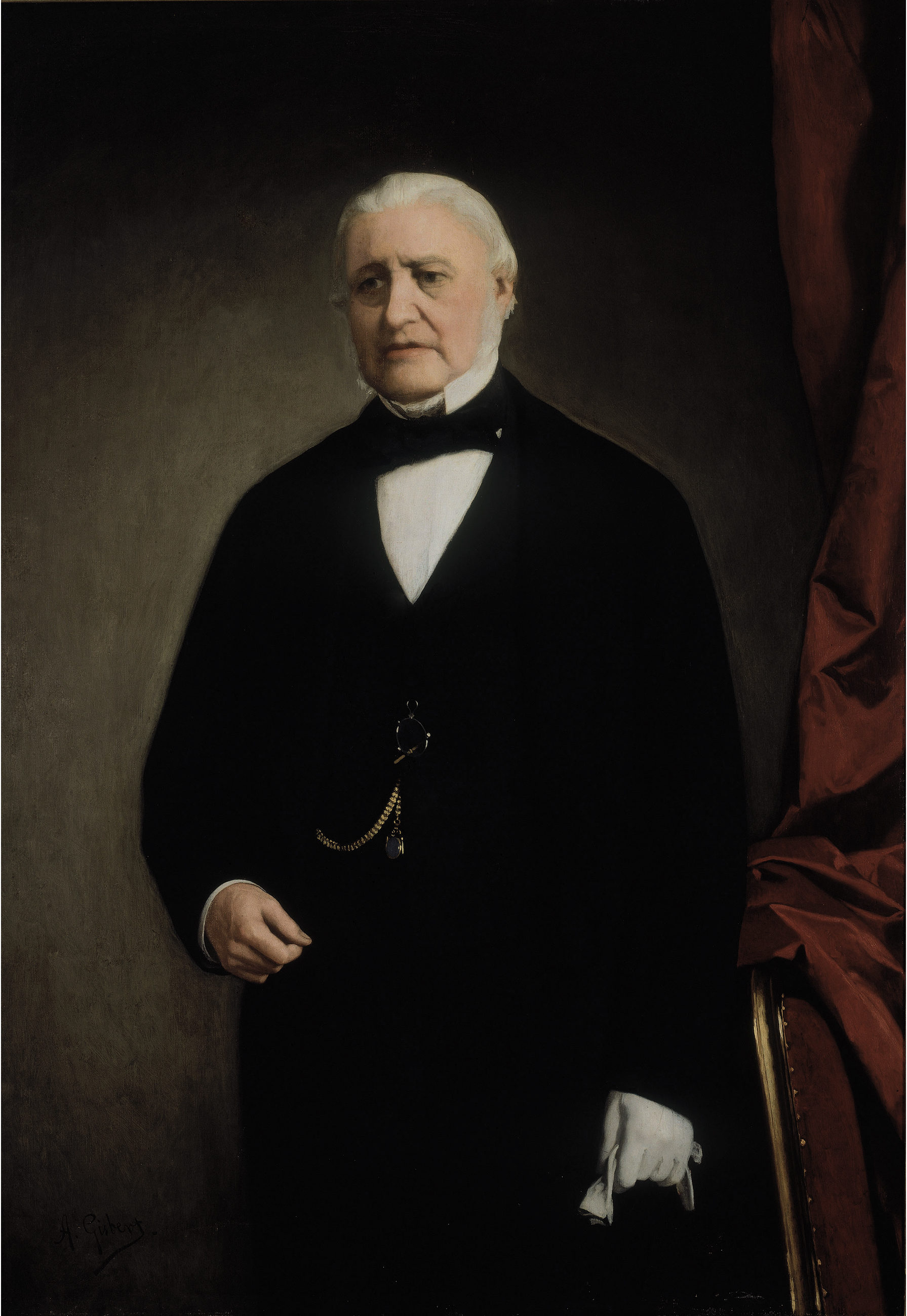
Francisco Javier de Istúriz.

Francisco Javier de Istúriz (Cádiz, 31 oktober 1790 - Madrid, 16 april 1871) was een Spaans staatsman en eerste minister. Tot in 1823 behoorde hij tot de revolutionaire liberalen die als bannelingen moesten vluchten. Na zijn terugkeer in 1834 was zijn revolutionairisme verdwenen en oefende zijn premierschappen een behoudende politiek. 

## Levensloop

### De liberale revolutie van 1820
Francisco Javier de Istúriz was tijdens de Spaanse Onafhankelijkheidsoorlog samen met zijn broer Tomás van 1812 tot 1814 lid van de Cortes die een liberale grondwet uitriep. Toen in 1814 koning Ferdinand VII terugkeerde en de liberale grondwet afschafte, werd hij betrokken bij de voorbereidingen van een liberale revolutie die in 1820 zou plaatsvinden. 
Vervolgens maakten de liberalen de liberale grondwet weer geldig en in 1822 werd hij lid van de Cortes en in 1823 voor een korte periode voorzitter van dit parlement. Als parlementslid stemde hij voor de afschaffing van de macht van de koning.

### Eerste ballingschap
In 1823 besliste de Heilige Alliantie dat Frankrijk een invasie mocht doen in Spanje om de macht van koning Ferdinand VII te herstellen. Dit lukte en Istúriz werd ter dood veroordeeld. Om daaraan te ontkomen vluchtte hij naar Londen.

### Terugkeer naar Spanje en wending tot de conservatieven
Nadat alle liberalen in 1834 amnestie kregen, kon hij naar Spanje terugkeren. Op 30 juni 1834 werd hij verkozen tot parlementslid en vervulde dit mandaat met enkele onderbrekingen tot 15 september 1844. Als pas verkozen parlementslid behoorde hij tot de radicale partij die in augustus 1835 de regering van José María Queipo de Llano ten val bracht en die betrokken was bij de voorbereidingen van een opstand door munitie in te trekken.
Deze opstand voelde voor Istúriz echter zwaar aan en hij moest zijn tegenstand verborgen houden. Als gevolg van zijn tegenstand bij de opstand werd hij parlementsvoorzitter toen zijn goede vriend Juan Álvarez Mendizábal eerste minister werd, maar al gauw werd duidelijk dat er grote verschillen tussen de twee waren en in maart 1836 verloor Istúriz zijn parlementsvoorzitterschap.
Als een hevige tegenstander van de secularisering van de Spaanse kerkgoederen volgde hij op 15 mei 1836 Mendizábal op als eerste minister. In deze functie werd hij in augustus 1836 geconfronteerd met de rebellie van La Granja , waarbij geëist werd dat de grondwet van 1812 weer ingevoerd werd en nam vervolgens ontslag als eerste minister.

### Tweede ballingschap
Na zijn ontslag als eerste minister moest Istúriz opnieuw vluchtten. Hij ging in Lissabon wonen en verhuisde vervolgens naar Parijs.

### Gematigde conservatieve handelingen
Nadat hij in 1837 naar Spanje terugkeerde, aanvaardde hij de Spaanse Grondwet en in 1838 werd hij opnieuw parlementsvoorzitter. 
Hij behoorde nu tot de gematigde conservatief-liberalen. Tegelijkertijd werd hij vijandig jegens regent Baldomero Espartero en koos daarmee de kant van de radicale progressistische liberalen die diens autoritaire neigingen afkeurden en pleitten voor de terugkeer van de vroegere regentes Maria Christina. In 1843 kwamen na de afzetting van Espartero de gematigden aan de macht en in december 1845 werd hij benoemd tot senator. In 1846 was hij opnieuw enkele maanden eerste minister en schonk in deze functie deels amnestie aan de progressisten, die hierdoor weer deels aan de macht konden komen. In december 1846 viel zijn regering na een motie van wantrouwen en in januari 1847 kwam er een nieuwe eerste minister.
Van 1847 tot 1848, van 1850 tot 1856 en van 1858 tot 1862 was hij ambassadeur in Londen, van 1856 tot 1858 in Sint-Petersburg en van 1863 tot 1864 in Parijs. In 1858 was hij opnieuw eerste minister en ook Senaatsvoorzitter en vervolgens werd hij het hoofd van de Spaanse Staatsraad. In 1864 trok hij zich terug uit het openbare leven.
- Biblioteca Nacional de España: XX869488
- Virtual International Authority File: 87721789
- WorldCat: E39PBJgHfyttp4XrxvmccYRBT3